# Ehlers Knob
Der Ehlers Knob ist ein kleiner, vereister und markanter Hügel, der im westlichen Teil der Nordküste der Dustin-Insel vor der Eights-Küste des westantarktischen Ellsworthland aufragt.
Fotografiert wurde er bei Hubschrauberüberflügen vom Eisbrecher USCGC Burton Island im Rahmen der von der United States Navy durchgeführten Forschungsfahrt in die Bellingshausen-See im Februar 1960. Das Advisory Committee on Antarctic Names benannte ihn 1968 nach Robert C. Ehlers, Feldforschungsassistent auf der Byrd-Station zwischen 1966 und 1967.